# Jouy-Mauvoisin
Jouy-Mauvoisin és un municipi francès, situat al departament d'Yvelines i a la regió de Illa de França. L'any 2007 tenia 522 habitants.
Forma part del cantó de Bonnières-sur-Seine, del districte de Mantes-la-Jolie i de la Comunitat urbana Grand Paris Seine et Oise.

## Demografia

### Població
El 2007 la població de fet de Jouy-Mauvoisin era de 522 persones. Hi havia 184 famílies, de les quals 24 eren unipersonals (12 homes vivint sols i 12 dones vivint soles), 68 parelles sense fills, 84 parelles amb fills i 8 famílies monoparentals amb fills.
La població ha evolucionat segons el següent gràfic:
Habitants censats

### Habitatges
El 2007 hi havia 191 habitatges, 189 eren l'habitatge principal de la família, 1 era una segona residència i 1 estava desocupat. 181 eren cases i 9 eren apartaments. Dels 189 habitatges principals, 174 estaven ocupats pels seus propietaris, 12 estaven llogats i ocupats pels llogaters i 3 estaven cedits a títol gratuït; 1 tenia una cambra, 7 en tenien dues, 21 en tenien tres, 39 en tenien quatre i 121 en tenien cinc o més. 156 habitatges disposaven pel capbaix d'una plaça de pàrquing. A 66 habitatges hi havia un automòbil i a 116 n'hi havia dos o més.

### Piràmide de població
La piràmide de població per edats i sexe el 2009 era:
| Homes | Edats   | Dones |
| ----- | ------- | ----- |
| 4     | 95 o +  | 0     |
| 0     | 90 a 94 | 0     |
| 0     | 85 a 89 | 0     |
| 0     | 80 a 84 | 4     |
| 0     | 75 a 79 | 4     |
| 4     | 70 a 74 | 12    |
| 16    | 65 a 69 | 16    |
| 4     | 60 a 64 | 16    |
| 16    | 55 a 59 | 12    |
| 8     | 50 a 54 | 8     |
| 44    | 45 a 49 | 32    |
| 20    | 40 a 44 | 28    |
| 28    | 35 a 39 | 32    |
| 8     | 30 a 34 | 4     |
| 8     | 25 a 29 | 12    |
| 16    | 20 a 24 | 24    |
| 40    | 15 a 19 | 24    |
| 24    | 10 a 14 | 40    |
| 12    | 5 a 9   | 20    |
| 16    | 0 a 4   | 0     |

## Economia
El 2007 la població en edat de treballar era de 383 persones, 274 eren actives i 109 eren inactives. De les 274 persones actives 259 estaven ocupades (139 homes i 120 dones) i 15 estaven aturades (4 homes i 11 dones). De les 109 persones inactives 41 estaven jubilades, 43 estaven estudiant i 25 estaven classificades com a «altres inactius».

### Ingressos
El 2009 a Jouy-Mauvoisin hi havia 200 unitats fiscals que integraven 560,5 persones, la mediana anual d'ingressos fiscals per persona era de 23.173 €.

### Activitats econòmiques
Dels 14 establiments que hi havia el 2007, 1 era d'una empresa extractiva, 1 d'una empresa de fabricació d'altres productes industrials, 4 d'empreses de construcció, 1 d'una empresa de comerç i reparació d'automòbils, 1 d'una empresa de transport, 1 d'una empresa d'hostatgeria i restauració, 2 d'empreses financeres, 1 d'una empresa immobiliària, 1 d'una empresa de serveis i 1 d'una empresa classificada com a «altres activitats de serveis».
Dels 6 establiments de servei als particulars que hi havia el 2009, 1 era un taller de reparació d'automòbils i de material agrícola, 1 lampisteria, 2 electricistes, 1 restaurant i 1 agència immobiliària.
L'any 2000 a Jouy-Mauvoisin hi havia 3 explotacions agrícoles que ocupaven un total de 234 hectàrees.

## Equipaments sanitaris i escolars
El 2009 hi havia una escola elemental.

## Poblacions més properes
El següent diagrama mostra les poblacions més properes.